# Peter Cameron (entomolog)
Peter Cameron, född 1847, död 1 december 1912 i New Mills, Derbyshire, Storbritannien, var en brittisk amatörentomolog specialiserad på steklar.